# Åke Stolt
Åke Stolt, född 1939 i Hov, är en svensk journalist, krönikör och författare boende i Malmö. Han tilldelades som förste skrivande sportjournalist Stora Journalistpriset 1990 för att ”med integritet och stilistisk säkerhet satt in i idrotten i samhällsdebatten.” Har också erhållit Östergötlands kulturpris. 
Han arbetade på tidningarna Östgöta-Bladet (1957–1963), Upsala Nya Tidning (1963–1966), Östgöta-Correspondenten (1966–1989) innan han kom till Sydsvenska Dagbladet i Malmö 1989 som sportchef och krönikör fram till 2007. Han var därefter krönikör i två år på frilansbasis. Han skriver krönikor i Idrottens Affär.
Han har skrivit och medverkat (80-talet) i revyer i Linköping, skrivit elva böcker, bland annat två stora verk om olympiska spelen och medverkat i en handfull antologier. Han har varit programledare i SVT och medverkat i en mängd TV- och radioprogram och varit värd för programmet Sommar. Han var på 90-talet televisionens förste sportkrönikör, först i TV4, sedan i SVT:s morgonprogram.
Som journalist har han bevakat femton olympiska spel, åtta fotbolls-VM, tio friidrotts-VM  och skrivit cirka 6 000 krönikor från världens alla hörn. Flitigt anlitad föreläsare.
Han är gift sedan 1961, och de har två barn, bland dem Ulf Stolt.